# Makogai
Makogai (prononcé [makoˈŋai]) est une île appartenant à l'archipel fidjien de Lomaiviti. D'une superficie de 8,4 kilomètres carrés (2 100 acres), il est situé à 17,26 ° Sud et 178,58 ° Est. Il a une altitude maximale de 267 mètres (876 pieds). Makogai est visible depuis Ovalau.
La forêt de plage, dominée par les cycas, et l'écosystème côtier/marin de l'île et de son récif environnant contribuent à son importance nationale, comme indiqué dans la stratégie et le plan d'action des Fidji pour la biodiversité.

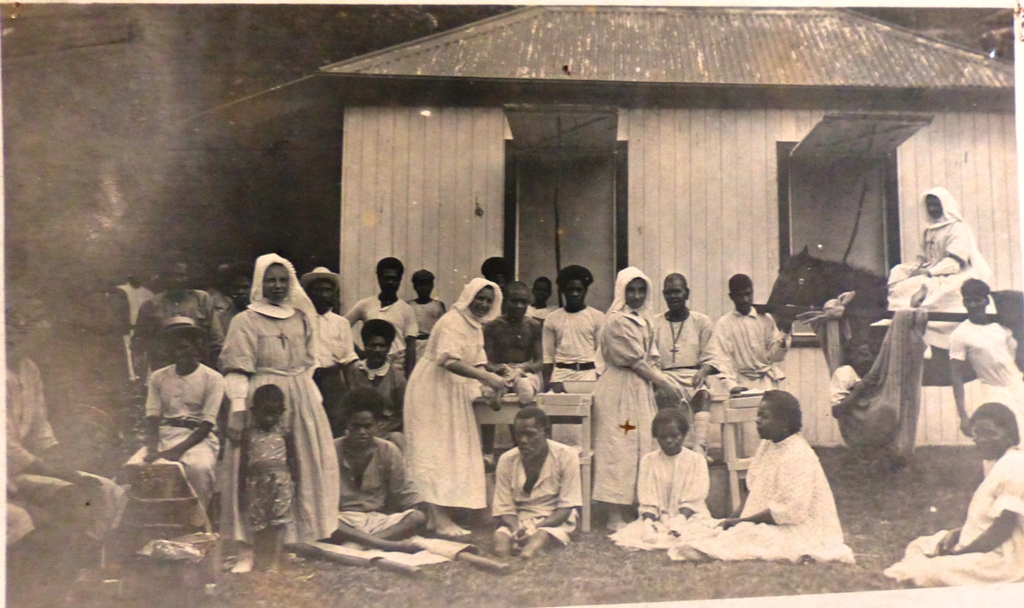
Religieuses et lépreux de Makogai

L'île abritait une colonie de lépreux appartenant au gouvernement colonial des Fidji, placé sous la gestion des Sœurs Missionnaires de la Société de Marie. Le nombre de malades est passé de 40 lors de l'ouverture de la léproserie en 1911 à 700 en 1950. Ils étaient soignés par des sœurs catholiques. Mère Marie Agnès était la supérieure de la colonie de lépreux de 1916 à 1950. Les patients venaient de toutes les colonies britanniques du Pacifique ainsi que des divers territoires du Dominion de Nouvelle-Zélande après 1922.
Les patients qui ne résidaient pas à l'hôpital vivaient dans des villages organisés par appartenance ethnique, chaque communauté étant autorisée à conserver ses traditions et ses pratiques religieuses. Selon les principes de la thérapie occupationnelle, les patients devaient jardiner, pêcher, faire du travail artisanal ou faire paître du bétail. La léproserie était reconnue internationalement comme un modèle de discipline et de paix sociale, même si le gouvernement fidjien imposait une hiérarchie raciale sur l'île, permettant aux patients blancs de recevoir plus de rations que les patients non-blancs. Le gouvernement fidjien facturait des frais d'hébergement aux différents gouvernements envoyant des lépreux, en fonction de l'ethnicité du patient. Les frais étaient plus élevés pour les Blancs, moins élevés pour les Chinois, les Indiens et les Maoris et beaucoup moins élevés pour les indigènes du Pacifique. La colonie de lépreux a fonctionné jusqu'aux années 1960.